# IC 1910
IC 1910 је ознака објекта на координатама са ректансцензијом 3h 17m 55,7s и деклинацијом - 21° 26" 5'. Открио га је Делајл Стјуарт, 1899. године. Каснијим посматрањима на том положају није уочен никакав астрономски објекат.